# Jan Marian Malinowski

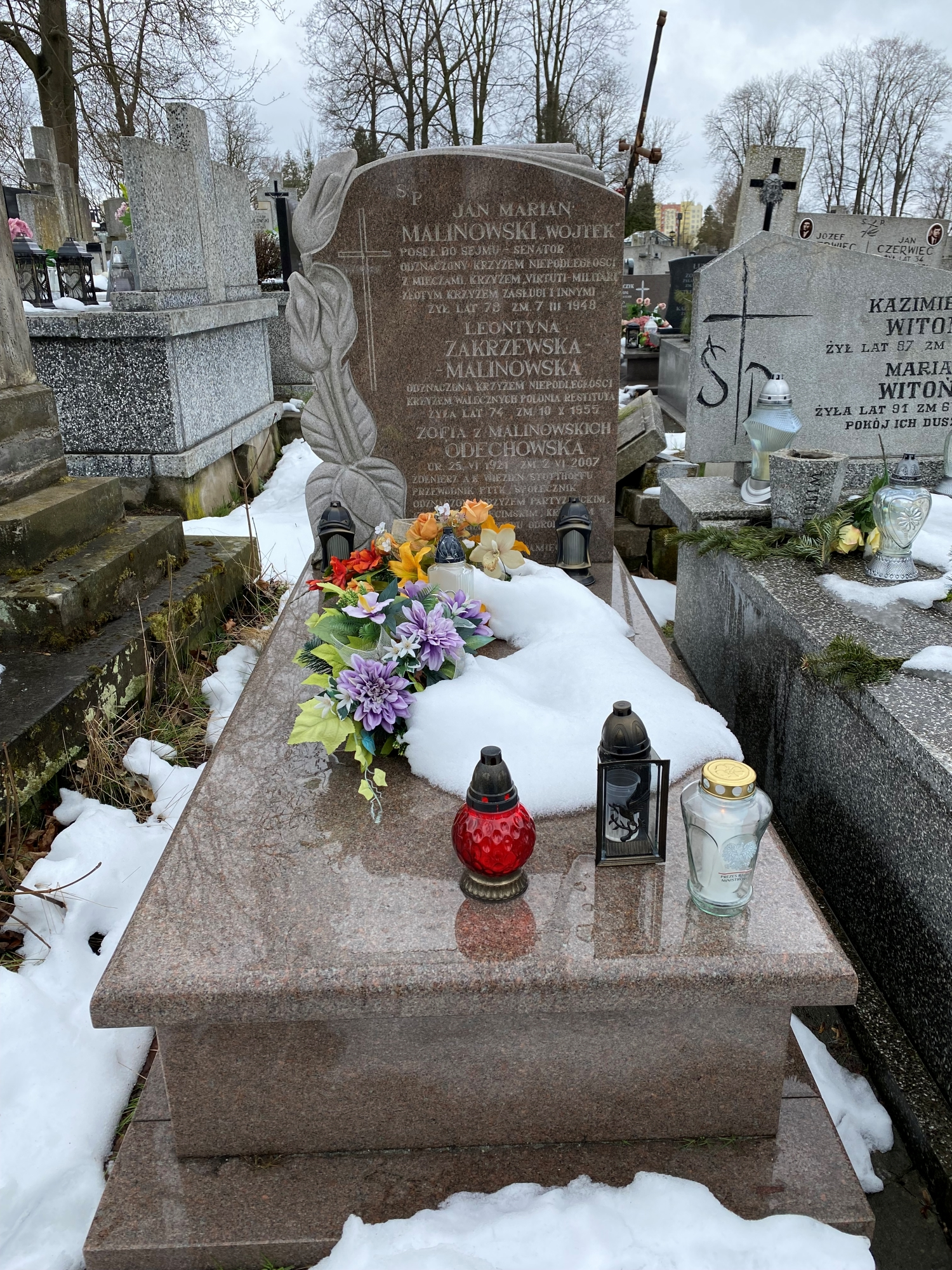
Grób Jana Mariana Malinowskiego

Jan Marian Malinowski, ps. „Wojtek” (ur. 1 maja 1876 w Kielcach, zm. 7 marca 1948 w Radomiu) – polski działacz socjalistyczny i niepodległościowy. Członek Organizacji Bojowej PPS. Aresztowany i skazany przez władze carskie. Minister w Tymczasowym Rządzie Ludowym Republiki Polskiej Ignacego Daszyńskiego i rządzie Jędrzeja Moraczewskiego. Poseł na Sejm Ustawodawczy oraz I, II i III kadencji, a także senator IV kadencji w II RP.

## Życiorys

### Wczesne lata
Urodził się w rodzinie robotniczej. Jego rodzicami byli Stanisław i Helena z domu Glińska. Ukończył dwuklasową szkołę miejską w Radomiu, czteroklasową niedzielną szkołę rzemieślniczą w Warszawie, zostając czeladnikiem malarskim. W 1901 r. otworzył przedsiębiorstwo malarstwa dekoracyjnego w Radomiu.
W 1896 r. został członkiem PPS, współtworząc komórki tej partii w Zagłębiu Staropolskim. Następnie w 1902 r. wybrano go przewodniczącym Radomskiego Komitetu PPS, kolejno wraz z Ignacym Boernerem, został członkiem Okręgowego Komitetu Robotniczego PPS w Radomiu.
Po manifestacji antymobilizacyjnej rekruta na wojnę rosyjsko-japońską, z 24 na 25 grudnia 1904 aresztowany i więziony trzy miesiące. Na wolności w maju 1905 r. zaczął kierować Organizacją Bojową PPS w Radomiu. Ponadto uczestniczył w kilku zamachach bombowych. Malinowskiego ponownie aresztowano 31 grudnia 1905 i przez rok więziono w Radomiu, Sandomierzu i w Warszawie. Następnie zesłany do Pinegi za Archangielskiem, skąd zbiegł po dziesięciu dniach. Dotarł do Krakowa, gdzie związał się z PPS – Frakcja Rewolucyjna. W 1907 r. został członkiem Wydziału Agitacyjno-Organizacyjnego przy Centralnym Komitecie Robotniczym PPS – Frakcji Rewolucyjnej oraz „okręgowcem” w Zagłębiu Dąbrowskim.
Podczas konferencji partyjnej w Łodzi 1 listopada 1907, został aresztowany pod nazwiskiem Bolesław Janowski. 13 lipca 1908 został skazany pod fałszywym nazwiskiem przez sąd wojskowy w Warszawie na 6 lat katorgi, więziony w Warszawie i Smoleńsku, w 1913 przeniesiony na bezterminowe zesłanie do guberni irkuckiej, skąd zbiegł w maju 1914 do Krakowa.

### Wielka Wojna
W trakcie wojny wstąpił do I Brygady Legionów Polskich gdzie był zaangażowany w m.in. werbunek nowych żołnierzy. Ponadto był aktywnym członkiem CKR PPS i POW. Malinowski doprowadził w 1915 r. do utworzenia na terenie łódzkim Zjednoczenia Stronnictw Niepodległościowych. Trzy lata później był w Pogotowiu Bojowym PPS, gdzie zorganizował m.in. zamach na szefa niemieckiej policji politycznej Ericha Schultzego.
Zajmował się także redagowaniem gazet: „Łodzianina”, „Wezwania”, „Nowin Socjalistycznych” oraz „Chłopskiej Doli”.

### II Rzeczpospolita
Podczas odradzania się Polski, zasilił szeregi Tymczasowego Rządu Ludowego Republiki Polskiej Ignacego Daszyńskiego, w którym pełnił funkcję ministra robót publicznych. Następnie 17 listopada 1918 r. wszedł w skład rządu Jędrzeja Moraczewskiego, jako minister bez teki. W nocy z 4 na 5 stycznia 1919 r. próbowano przeprowadzić zamach stanu (bezskutecznie). Zamachowcy aresztowali wtedy większość członków rządu, lecz Malinowskiego nie udało się pochwycić. 16 stycznia 1919 r. doszło do dymisji rządu.
W 1919 r. został wybrany na posła na Sejm z listy PPS. Jako jeden z 10 posłów na Sejm Ustawodawczy z województwa lubelskiego, był członkiem Wojewódzkiego Komitetu Obrony Narodowej w Lublinie w 1920 roku. Po dwa lata po zamachu majowym, który czynnie wsparł, w 1928 wystąpił z PPS i przystąpił do PPS dawnej Frakcji Rewolucyjnej. W 1931 r.  przeszedł do Bezpartyjnego Bloku Współpracy z Rządem.
Od 1930 do 1935 był posłem z ramienia BBWR, a od 1935 senatorem (wybranym z ramienia BBWR).
Od 1929 zasiadał w Centrali Zjednoczenia Klasowych Związków Zawodowych, a od 1931 w prorządowym Związku Związków Zawodowych, pełnił funkcję prezesów Zarządu Głównego Związku Zawodowego Robotników Przemysłu Drzewnego w Polsce i Związku Zawodowego Robotników Przemysłu Włókienniczego w Polsce.
W 1937 r. przyłączył się do Obozu Zjednoczenia Narodowego.

### II wojna światowa
We wrześniu 1939 przedostał się do Rumunii, gdzie internowany przebywał całą wojnę m.in. w obozie dla internowanych w Vălenii de Munte. W 1945 powrócił do Radomia i tu ukrywał się pod nazwiskiem Ogodziński.
Zmarł w 1948 pod własnym nazwiskiem. Został pochowany na cmentarzu rzymskokatolickim przy parafii pw. św. Wacława w Radomiu (15a/30/19, grób 7496).

## Życie prywatne
Był dwukrotnie żonaty. Pierwszą była Anna z domu Szukiewicz, z którą miał trzy córki: Klarę, Barbarę oraz Marię i jednego syna Stanisława. Drugą małżonką była Leontyna z domu Zakrzewską. Z tego związku narodził się syn Wojciech i córka Zofia.

## Odznaczenia
- Krzyż Srebrny Orderu Virtuti Militari (1933)
- Krzyż Niepodległości z Mieczami (1931).